# Rubén Nieto González
Rubén Nieto González (Madrid, España, 1 de agosto de 1983) es un boxeador español afincado en Torrejón de Ardoz. Ha sido campeón de España de peso superligero (2013), campeón de la Unión Europea de peso superligero (2013) y campeón de Europa (EBU) del peso superligero (2015).  

## Trayectoria deportiva

### 2010
El 13 de marzo de 2010 debutó como profesional en el Pabellón La Solidaridad de Fuenlabrada (Comunidad de Madrid) frente al púgil Alejandro Pons, ganando el combate por KO Técnico. Apenas unas semanas después llegó su segunda victoria como profesional. Sería frente a Brian de la Vega en el Gimnasio del Rayo Vallecano, (Madrid).
En mayo de ese mismo año se enfrentó a Euclides Espitia en la Plaza de Toros La Cubierta de Leganés (Comunidad de Madrid), ganando el combate a los puntos. El 19 de junio venció a Jorge Lohoba en su cuarta victoria como profesional en la Sala Groove (Pinto, Comunidad de Madrid), por KO Técnico.
Habría que esperar hasta el 5 de noviembre para que llegase su primera victoria por KO, frente a Mehdi El Ahmar en el Pabellón Municipal Dehesa Boyal (San Sebastián de Los Reyes, Comunidad de Madrid). Esta fue su quinta victoria en cinco peleas como profesional. En diciembre se enfrentó a Andoni Alonso en Cobeña (Comunidad de Madrid), en la última pelea del año, que finalizaría con victoria de Rubén Nieto por KO Técnico.

### 2011
El 25 de febrero de 2011 peleó por primera vez como profesional en su ciudad, Torrejón de Ardoz, frente a Jorge Lohoba. Fue en el Pabellón Jorge Garbajosa y el combate terminaría con la séptima victoria de Rubén, tercera a los puntos. Su octava victoria llegó en marzo, frente a Alex Bone en Navalcarnero (Comunidad de Madrid). 
En mayo se enfrentó de nuevo a Euclides Espitia, esta vez en el Palacio de los Deportes de Benidorm (Comunidad Valenciana), y volvió a vencer al valenciano, de nuevo a los puntos. Este fue el último combate del año 2011 para Rubén.

### 2012
En 2012 Rubén Nieto solo disputó un combate, fue el 20 de octubre, frente al catalán Iban Gallardo, en la Plaza de Toros La Cubierta de Leganés (Comunidad de Madrid), y el resultado fue de victoria para el Salsero por decisión arbitral.

### 2013
En el año 2013 disputaría un total de tres combates, todos ellos de notable importancia. El primero de ellos el 2 de febrero, frente a Daniel Rasilla, que ostentaba el título de Campeón de España de peso suerligero. El combate se celebró en el Palacio de los Deportes de Madrid (Madrid) y Rubén Nieto se impuso al cántabro por decisión técnica, proclamándose entonces Campeón de España de peso superligero, con un balance de 11 victorias, 0 derrotas.
El 9 de marzo defendería el título de Campeón de España de peso superligero frente al gallego Jesús García Simón. Lo hizo en el Palacio de Vistalegre (Madrid), venciendo después de que el entrenador del púgil gallego tirase la toalla en el tercer round, por lo que Rubén mantuvo el cinturón de campeón.
El 19 de abril llegaría su combate más importante hasta la fecha. Rubén Nieto se enfrentó al belga Jean Pierre Bauwens, que tenía un balance de 27 victorias, 0 derrotas. El combate se celebró en el Tolhuis Arena, en la ciudad de Gante (Bélgica). Estaba en juego (vacante) el cinturón de Campeón de la Unión Europea de peso superligero. Rubén Nieto consiguió tumbar al púgil belga en una ocasión, y el combate se decidió por la lesión de Jean Pierre Bauwens, resultando campeón el boxeador madrileño, proclamándose por primera vez Campeón de la Unión Europea de peso superligero.

### 2014
En el año 2014 Rubén Nieto disputaría de nuevo un total de tres combates. Hasta entonces su balance era de 13 victorias (6 por KO), 0 derrotas. El 24 de enero se enfrentó al italiano Samuele Esposito, en el Polideportivo Fernando Martín de Fuenlabrada (Comunidad de Madrid), para defender el cinturón de Campeón de la Unión Europea de peso superligero. Rubén Nieto consiguió mantener el cinturón, ganando el combate a los puntos.
En abril se enfrentó al valenciano Fran Gonzalez en el Polideportivo Fernando Martín de Fuenlabrada (Comunidad de Madrid), consiguiendo su 15 victoria como profesional.
El 3 de octubre llegaría un punto de inflexión en la trayectoria de Rubén Nieto. Se enfrentó al italiano Michele Di Rocco en el Polideportivo Fernando Martín de Fuenlabrada (Comunidad de Madrid). El italiano era el campeón de Europa (EBU) del peso superligero, con un balance de 37 victorias, 1 derrota, y Rubén Nieto se enfrentó como aspirante. Tras un reñido combate, el italiano Michelle Di Rocco consiguió mantener su cinturón de campeón, por decisión técnica. Esta fue la primera derrota en la carrera profesional de Rubén Nieto, que se quedaba entonces con un balance de 15 victorias, 1 derrota.

### 2015
En 2015 apenas disputó dos combates. El primero de ellos en mayo frente al húngaro Zoltan Horvath en el Polideportivo Fernando Martín de Fuenlabrada (Comunidad de Madrid). Rubén venció este combate por KO Técnico.
El segundo combate se celebró el 5 de diciembre en el Westcroft Leisure Centre, en la ciudad de Carshalton (Reino Unido). El rival fue el inglés Lenny Daws y en juego estaba de nuevo el título de Campeón de Europa (EBU) del peso superligero. La victoria para Rubén Nieto llegó en el décimo asalto, cuando Daws le propició un cabezazo que le costaría la descalificación. De esta forma, Rubén Nieto se proclamó Campeón de Europa (EBU) del peso superligero.

### 2016
El 22 de julio de 2016, Rubén Nieto se enfrentó al madrileño Nico González que tenía un balance de 18 victorias, 0 derrotas. Aunque la EBU no se lo exigiera, el torrejonero decidió realizar una defensa voluntaria de su título de Campeón de Europa (EBU) del peso superligero. El combate se celebró en la Plaza de Toros La Cubierta de Leganés (Comunidad de Madrid) ante 6.000 espectadores. En el séptimo asalto, el colegiado detuvo el combate, resultando ganador del mismo Rubén Nieto por KO Técnico, por lo que consiguió mantener el cinturón de Campeón de Europa (EBU) del peso superligero en un combate que los medios de comunicación tildaron de "épico" e "inolvidable" por la intensidad de ambos púgiles.
En septiembre se anunció que Rubén Nieto abandonaría el título de Campeón de Europa (EBU) del peso superligero, para encaminarse hacia el título mundial de la IBF. Entre los motivos de este cambio de rumbo estaría el mal trato recibido por la EBU.
El 15 de octubre de 2016 se enfrentó al venezolano Ernesto España, para aspirar al Título Intercontinental (IBF) del peso superligero, actualmente vacante. Este combate era un paso previo a disputar un combate por el título mundial. En el Polideportivo Fernando Martín de Fuenlabrada no consiguió imponerse a España, resultando el combate nulo por decisión unánime de los árbitros (114-114).
El 18 de noviembre varios medios de comunicación anunciaron que Rubén Nieto se retiraba del boxeo profesional. Ese mismo día se publicó una entrevista en el programa Marcabox de marca.com en el que Rubén Nieto explicaba las razones de la retirada del boxeo profesional.

## Resumen carrera profesional[8]
| #  | Oponente            | Fecha      | Lugar del combate                                  | Resultado     | Cinturón en juego                               |
| -- | ------------------- | ---------- | -------------------------------------------------- | ------------- | ----------------------------------------------- |
| 1  | Alejandro Pons      | 13-03-2010 | Pabellón La Solidaridad (Fuenlabrada)              | Victoria (KO) |                                                 |
| 2  | Brian de la Vega    | 27-03-2010 | Gimnasio del Rayo Vallecano (Madrid)               | Victoria      |                                                 |
| 3  | Euclides Espitia    | 15-05-2010 | Plaza de Toros La Cubierta (Leganés)               | Victoria      |                                                 |
| 4  | Jorge Lohoba        | 19-06-2010 | Sala Groove (Pinto)                                | Victoria (KO) |                                                 |
| 5  | Mehdi El Ahmar      | 05-11-2010 | Pabellón Dehesa Boyal (San Sebastián de Los Reyes) | Victoria (KO) |                                                 |
| 6  | Andoni Alonso       | 17-12-2010 | Cobeña (Comunidad de Madrid)                       | Victoria (KO) |                                                 |
| 7  | Jorge Lohoba        | 25-02-2011 | Pabellón Jorge Garbajosa (Torrejón de Ardoz)       | Victoria      |                                                 |
| 8  | Alex Bone           | 25-03-2011 | Navalcarnero (Comunidad de Madrid)                 | Victoria (KO) |                                                 |
| 9  | Euclides Espitia    | 13-05-2011 | Palacio de los Deportes (Benidorm)                 | Victoria      |                                                 |
| 10 | Iban Gallardo       | 20-10-2012 | Plaza de Toros La Cubierta (Leganés)               | Victoria      |                                                 |
| 11 | Daniel Rasilla      | 02-02-2013 | Palacio de los Deportes (Madrid)                   | Victoria      | Campeón de España (peso superligero)            |
| 12 | Jesús García Simón  | 09-03-2013 | Palacio de Vistalegre (Madrid)                     | Victoria (KO) | Campeón de España (peso superligero)            |
| 13 | Jean Pierre Bauwens | 19-04-2013 | Tolhuis Arena (Gante)                              | Victoria      | Campeón de la Unión Europea (peso superligero)  |
| 14 | Samuele Esposito    | 24-01-2014 | Polideportivo Fernando Martín (Fuenlabrada)        | Victoria      | Campeón de la Unión Europea (peso superligero)  |
| 15 | Fran González       | 04-04-2014 | Polideportivo Fernando Martín (Fuenlabrada)        | Victoria (KO) |                                                 |
| 16 | Michele Di Rocco    | 03-10-2014 | Polideportivo Fernando Martín (Fuenlabrada)        | Derrota       | Campeón de Europa (EBU) del peso superligero.   |
| 17 | Zoltan Horvath      | 29-05-2015 | Polideportivo Fernando Martín (Fuenlabrada)        | Victoria (KO) |                                                 |
| 18 | Lenny Daws          | 05-12-2015 | Westcroft Leisure Centre (Carshalton, Surrey)      | Victoria      | Campeón de Europa (EBU) del peso superligero.   |
| 19 | Nicolás González    | 22-07-2016 | Plaza de Toros La Cubierta (Leganés)               | Victoria (KO) | Campeón de Europa (EBU) del peso superligero.   |
| 20 | Ernesto España      | 15-10-2016 | Polideportivo Fernando Martín (Fuenlabrada)        | Nulo          | Título Intercontinental (IBF) peso superligero. |

## Rankings y balance
- Ranking mundial peso superligero: 20º[9]

- Ranking España peso superligero: 1º[10]
- Balance: victorias (KO) / derrotas (KO) / nulas: 18(9), 1(0), 0.

## Palmarés
- Campeón de España de peso superligero (2013).
- Campeón de la Unión Europea de peso superligero (2013).
- Campeón de Europa (EBU) del peso superligero (2015).